# Kirlianit Cortés
Kirlianit Cortés Gálvez (Montenegro, Quindío, 23 de noviembre de 1976) es un tenor colombiano que se ha destacado como un excelente intérprete del repertorio rossiniano, desarrollando su carrera principalmente en Europa.

## Estudios
Inicia sus estudios de canto con el tenor Bernardo Sánchez Carmona en el Conservatorio de Bellas Artes de Armenia, Quindío; siendo muy joven. Altérnamente, desde 1998 hasta 2001 realiza estudios en el Gran Teatro de La Habana en Cuba y la Universidad de Antioquia en Medellín, Colombia, en esta última con Detlef Scholz y Danaila Hristova. Se traslada a Viena en el año 2002 donde comienza sus estudios en la Universidad de Música y Arte Dramático de Viena. Allí recibe su grado de Magister Artium en Interpretación de Lied y Oratorio bajo la tutoría de la mezzosoprano Marjana Lipovsek. Asimismo ha recibido formación con destacados cantantes como Patricia Weiss, Francisco Araiza, Margarita Lilowa, Raúl Giménez y Thomas Quasthoff. Actualmente se perfecciona con el maestro Ilko Natscev en Viena.

## Trayectoria
Hace su debut como solista en Santa Fe de Bogotá en 1995 con la Ópera de Colombia, interpretando a Borsa en la ópera Rigoletto de Giuseppe Verdi, junto al tenor mexicano Fernando de la Mora. En el año 1998 participa en el concurso Premios Nacionales del Arte de la Universidad del Valle donde ocupa el primer puesto.
En 2004 debuta en el Konzerthaus de Viena y en la Kammeroper (Theater an der Wien) de la misma ciudad interpretando los rolles de Lindoro en La fedelta premiata y Nencio en L´infedelta delusa, ambas Opera de Joseph Haydn, obteniendo excelentes críticas de la prensa internacional. El mismo año canta el rol de Gherardo en la ópera Gianni Schicchi de Giacomo Puccini y debuta como Don Ramiro en la ópera La Cenerentola en el Festival de Ópera de Schärding (Austria), Teatro Morlachi de Perugia, (Italia) Teatro lirico di Spoleto (Italia) y Bunka Kaikan (Japón).  Regresa en 2006 al Festival de Ópera de Schärding (Alta Austria) en el rol del Conde Alberto en la ópera L´occasione fa il ladro y en 2007 Florville en Il signor Bruschino.
En 2006 canta por primera vez en el Wiener Musikverein, interpretando la parte del tenor en la ópera Trouble in Tahiti de Leonard Bernstein. Interpreta posteriormente a Belfiore en La finta Giardiniera y a Don Ottavio en Don Giovanni en Shanghái, China. Debuta además en la Volksoper de Viena interpretando a Augustin Moser en la ópera Los maestros cantores de Núremberg de Richard Wagner.En 2007 canta en Noruega occidental como Mr. Gleaton en la ópera Susannah de Carlisle Floyd, el tenor solista en el Réquiem de Mozart con la Orquesta sinfónica Nacional de Chipre y la parte del tenor y contratenor en la cantata profana Carmina Burana de Carl Orff en la apertura de la temporada sinfónica 2008 de la Orquesta Filarmónica de Bogotá bajo la dirección del maestro Andrés Orozco Estrada.
En 2009 interpresta el tenor solista en el oratorio El Mesías de Georg Friedrich Händel en la Sala dorada del Musikverein de Viena. En mayo del mismo año mayo obtiene el segundo lugar en el "European Tenor Contest - Jan Kiepura" celebrado en el poblado de Krynica-Zdrój en Polonia; el concierto de ganadores fue transmitido a través de la TVP (Televisión Nacional Polaca).
En junio del mismo año fue invitado a cantar el rol Elvino en La sonnambula de Vincenzo Bellini en la Ópera de Szczecin en Polonia obteniendo destacadas críticas. En el año 2010 interpreta en el Musikverein de la ciudad de Graz (Stefaniensaal) el rol de Florville en la opera Il signor Bruschino y Dorvil en La scala di seta de Gioacchino Rossini. Ambas óperas fueron producidas en CD por el sello discográfico FENIX. Posteriormente, su voz es grabada para el rol de Robert en la nunca antes grabada opereta de Johann Strauss Die Göttin der Vernunft bajo el sello internacional NAXOS e interpreta el rol de Mendel en la filmación de la ópera HIOB del compositor austriaco Erich Zeisl bajo la producción de EXILARTE. En 2012 canta en el Musikverein Graz de interpretando la parte de Obadaiah en el Oratorio Elias de Felix Mendelssohn, Ernesto en Don Pasquale de Gaetano Donizetti en el Gärtnerplatz Theater en Münich.

## Repertorio
Ópera

Mozart
- Don Ottavio - Don Giovanni
- Belfiore - La finta giardiniera
- Tamino - Die Zauberflöte
- Ferrando - Cosi fan tutte

Haydn
- Lindoro - La fedelta premiata
- Nencio - L´infedelta delusa

Rossini
- Don Ramiro - La cenerentola
- Conde Almaviva - Il barbiere di Siviglia
- Conde Alberto - L'occasione fa il ladro
- Florville - Il signor Bruschino
- Dorville - La scala di seta

Donizetti
- Ernesto -Don Pasquale
- Tonio - La fille du regiment

Cimarosa
- Paolino - Il matrimonio segreto

Bellini
- Tebaldo -  I Capuletti e i Montechi
- Elvino - La sonnambula

Floyd
- Mr. Gleaton - Susannah

Bernstein
- Segundo miembro del trío - Trouble in Tahiti

Oratorio y música de cámara

Bach
- La Pasión según San Juan
- La Pasión según San Mateo
- Cantata del Café
- Magnificat
- Cantata 172 Erschallet, ihr Lieder

Schutz
- Pasión según San Juan

Händel
- El Mesías

Mozart
- Réquiem
- Missa Solemnis
- Missa Brevis
- Spatzenmesse
- Misa de la Coronación
- Gran misa en Do menor
- Waisenhausmesse

Haydn (Joseph)
- Die Jahreszeiten
- Grosse orgelsolomesse
- Mariazellermesse
- Nelsonmesse
- Heiligmesse
- Nicolaimesse
- Harmoniemesse
- Theresienmesse
- Stabat mater
- Paukenmesse

Haydn (Michael)
- Réquiem

Weber
- Jubelmesse

Schubert (Franz)
- Misa en Mi bemol
- Misa en Sol
- Misa en La bemol
- Misa en Si
- Misa en Do

Schubert (Ferdinand)
- Hirtenmesse

Mendelssohn
- Elias

Diabelli
- Misa Pastoral

Beethoven
- 9° Sinfonía

Saint-Saens
- Oratorio de Noel

Penderecky
- Te Deum

Orff
- Carmina Burana

Ramirez
- Misa criolla
- Navidad nuestra

## Música Colombiana
Ha sido un eximio representante e intérprete de la Música Andina colombiana, habiendo participado en diversos festivales de dicho género ("Una voz y una canción para Colombia", "Festival Nacional del Pasillo Colombiano", "Concurso Nacional de la Canción Andina Antioquia le Canta a Colombia", "Festival Mono Nuñez", "Festival Hatoviejo- Cotrafa") y siendo un impactante finalista o ganador en varios certámenes en modalidad vocal, lo que le ha conllevado a un importante reconocimiento del ámbito del folclor nacional.
- Datos: Q17489885